# Бреннер, Людвиг фон
Лю́двиг фон Бре́ннер (нем. Ludwig von Brenner, 19 сентября 1833, Лейпциг — 9 февраля 1902, Берлин) — немецкий дирижёр и композитор.

## Биография
Людвиг фон Бреннер учился в консерватории своего родного города Лейпцига. Затем он переехал в Российскую империю, где некоторое время работал в городе Санкт-Петербурге в придворном оркестре. 
В 1872 году он вернулся в Германию, где дирижировал Берлинским симфоническим оркестром. В 1876 году фон Бреннер организовал свой собственный оркестр «Новая Берлинская симфоническая капелла».
В 1882 году по выбору оркестрантов он стал первым главным дирижёром Берлинского филармонического оркестра. Первый концерт нового оркестра под управлением Бреннера состоялся 17 октября этого года. Он оставался во главе этого оркестра до 1887 года, а затем работал в Бреслау.
В качестве композитора Людвиг фон Бреннер наиболее известен как автор духовной музыки. Его композиторское наследие включает 4 больших мессы, 2 гимна Te Deum, симфонические поэмы, увертюры и другие сочинения для симфонического оркестра.